# Jake Larson
Jake Melvin Larson (Hope, 20 de diciembre de 1922 - Lafayette, 17 de julio de 2025), también conocido como Papa Jake, fue un veterano de la Segunda Guerra Mundial y TikToker estadounidense. Era conocido por compartir historias sobre sus experiencias durante la Segunda Guerra Mundial en TikTok.

## Biografía
Larson nació en Hope (Minnesota), hijo de Fred Larson, un agricultor, y Margaret Peterson. Se unió a la Guardia Nacional de Minnesota en 1938. Sirvió en el 135.º Regimiento de Infantería de la 34.ª División de Infantería del Ejército de los Estados Unidos durante la Segunda Guerra Mundial. Durante su servicio militar, ocupó el rango de sargento de Estado Mayor y luchó en la Playa de Omaha y en la batalla de las Ardenas, y fue sargento de operaciones que participó en la planificación de la batalla de Normandía. Fue dado de baja del servicio militar en 1945. Por su servicio militar, fue galardonado con la Estrella de Bronce y la Legión de Honor.
En 1945, Larson se casó con Lola Cassem. Su matrimonio duró hasta la muerte de ella en 1991.
Larson creó su cuenta de TikTok en junio de 2020. Su cuenta se volvió viral después de que su nieta publicara un video sobre el servicio militar de Larson. Después de ganar popularidad en TikTok, en 2021, escribió sus memorias The Luckiest Man in the World: Stories from the Life of Papa Jake.
En junio de 2025, Larson ganó un Premio Emmy de Noticia y Documental en la categoría de Entrevista en Vivo Destacada. Compartió su premio con Christiane Amanpour.
El 20 de diciembre de 2022, Larson cumplió 100 años. Murió en su casa en Lafayette (California), el 17 de julio de 2025, a la edad de 102 años. Fue el último miembro sobreviviente del 135.º Regimiento de Infantería del ejército.